# أرنب زهري
أرنب زهري (الإسم العلمي:Sylvilagus dicei)، هو نوع من الثدييات يتبع فصيلة الأرانب ضمن رتبة الأرنبيات. يتبع جنس أرانب قطنية الذيل، يستوطن بنما وكوستاريكا.